# Kalifornischer Engelfisch

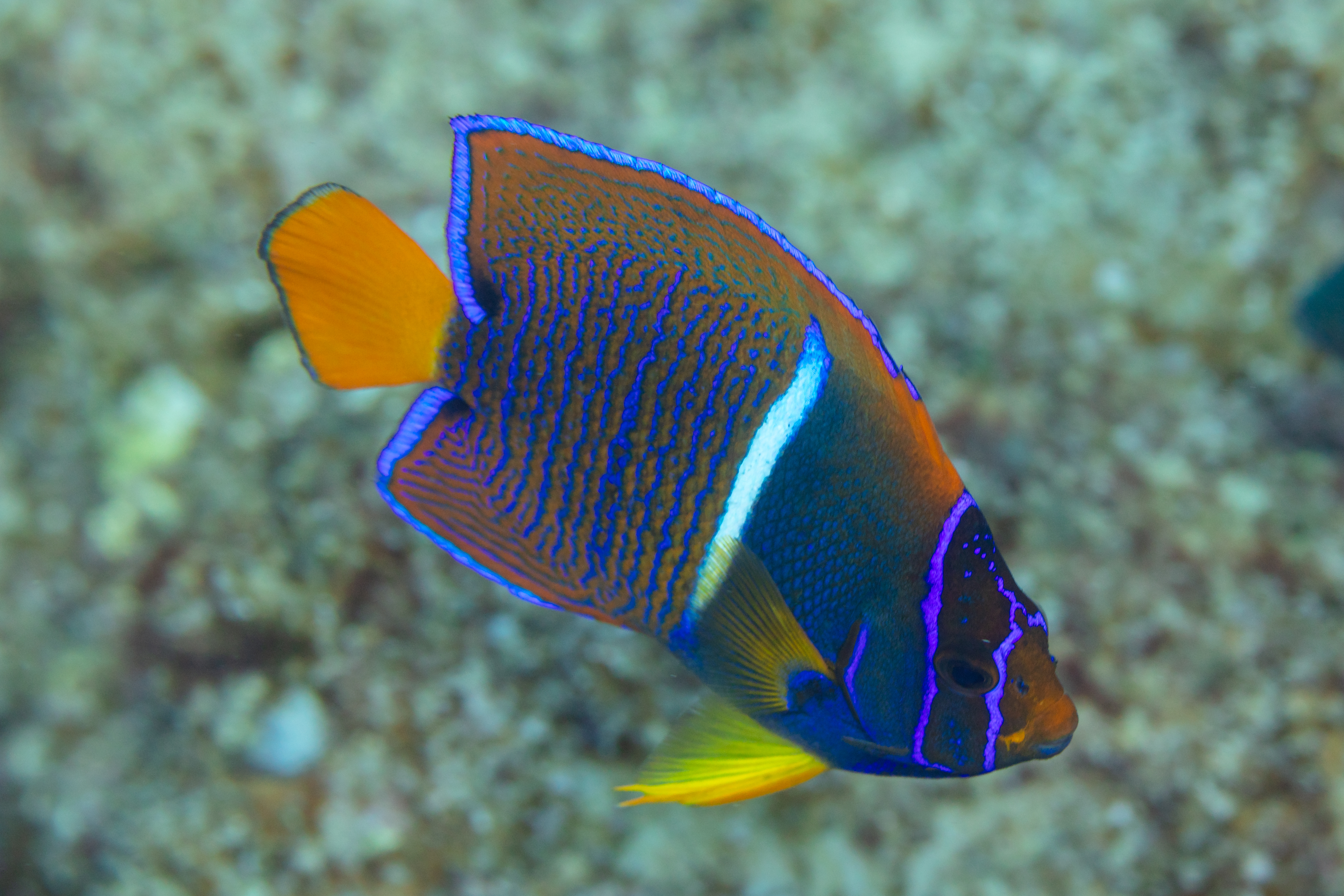
Jungfisch

Der Kalifornische Engelfisch (Holacanthus passer), auch Passer-Engelfisch oder „Kaiser von Mexiko“ genannt, kommt im östlichen Pazifik zwischen dem südlichen und mittleren Abschnitt des Golfs von Kalifornien und Peru, einschließlich der Galapagosinseln vor. 

## Merkmale
Kalifornische Engelfische werden 25 bis maximal 35 Zentimeter lang. Ihr Körper ist von braunen, blau umrandeten Schuppen bedeckt. Die Brustflossen und die Schwanzflosse sind gelb, die Schwanzflosse hinten mit dunkelbraunem Saum, die Spitzen von Rücken- und Afterflosse sind orange mit blauen Flossensäumen. Die Bauchflossen sind gelb oder weiß. Der Kopf zeigt eine feine, blaue Bänderung, am Mundwinkel befindet sich ein gelber Fleck. Vom hartstrahligen Teil der Rückenflosse ausgehend, zieht sich ein helles, weißblaues Querband über den Vorderkörper. Jungfische sind heller gefärbt, fast orange. Ihr Auge wird durch ein braunes Querband getarnt. Hinter dem weißblauen Querstreifen finden sich fünf schmalere, blaue Streifen. Ihre gesamte Schnauzenregion ist gelb.

## Lebensweise
Sie leben als Einzelgänger, paarweise, oder in gemischten Schwärmen mit dem Cortez-Kaiserfisch (Pomacanthus zonipectus) in Riffen in Tiefen von vier bis 30 Metern, in Ausnahmefällen auch bis 80 Meter. Die Fische ernähren sich von sessilen Wirbellosen, Algen, und Zooplankton, sind aber vor allem auf Schwämme spezialisiert. Jungfische betätigen sich als Putzerfische.